# Yoï
Yoï est un village de la Région du Littoral du Cameroun, situé dans la commune de Ngambe. 

## Population et développement
En 1967, la population de Yoï était de 77 habitants. La population de Yoï était de 139 habitants dont 70 hommes et 69 femmes, lors du recensement de 2005.  